# Forest Junction
Forest Junction – jednostka osadnicza w Stanach Zjednoczonych, w stanie Wisconsin, w hrabstwie Calumet.